# Adaklı (district)
Adaklı is een Turks district in de provincie Bingöl en telt 10.647 inwoners (2007). Het district heeft een oppervlakte van 901,0 km². Hoofdplaats is Adaklı.
De bevolkingsontwikkeling van het district is weergegeven in onderstaande tabel.
| 1997   | 2000   | 2007   |
| ------ | ------ | ------ |
| 11.744 | 10.856 | 10.647 |